# Фінов
Фінов (нім. Finowkanal) — канал в Німеччині, у районах Обергафель й Барнім землі Бранденбург. Ліва притока Одри (басейн Балтійського моря).

## Опис
Довжина каналу приблизно 50 км.

## Розташування
Бере початок у місті Лібенвальде. Тече переважно на північний схід через Маринверденр, ФІновфурт, Фінов, Еберсвальде, Ліпе, Одерберг і на південно-східній стороні від міста Лунов-Штольценгоген впадає у річку Одру.

## Історія
Будівництво каналу розпочалося у 1605 році для з'єднання річки Хавель з Одрою. Нині канал використовується в основному для туристичних цілей. Це один з найстаріших каналів Європи.